# Skjoldafjorden
Skjoldafjorden er en del af Hervikfjorden og Boknafjorden på grænsen mellem kommunerne Tysvær og Vindafjord i Rogaland fylke i Norge. Denne del af fjorden starter nord for Borgøya og går ret mod nord til landsbyen Skjold.
Fjorden har indløb ved Slogvikøya ved Slogvik og et lille stykke længere mod nord stikker den næsten 2,5 km lange Romsalandsvågen mod vest. Videre nordover ligger Skjoldastraumen. Dette er et meget smalt stykke af fjorden, kun omtrent 15 meter, og her krydser fylkesvej 515 fjorden over to broer. Midt i dette sund ligger en lille holm som bare bliver kaldt Holmen. Den stærke strøm i det smalle sund skabte tidligere problemer for skibsfarten, og derfor byggede man Skjoldastraumen sluser i 1908. Sluserne er Norges eneste saltvandssluse som fortsat er i brug.
Længere  mod nord blir fjorden bredere og syd  for Skjold deler fjorden sig i flere retninger. En del drejer mod  sydvest og fortsætter som Grindafjorden på den anden side af Nesøya. Den anden del går mod øst forbi Otertangen og deler sig i bugterne Frøvika i nord og Langalandsvika i syd. Fra indløbet i syd og til bunden af Langalandsvika er fjorden 15 kilometer lang. Inkluderet Grindafjorden er den 24 kilometer lang, mens hele fjordsystemet fra indløbet til Hervikfjorden til bunden af Grindafjorden er 38 kilometer langt.